# Cuca (Galați megye)
Cuca település Romániában, Moldvában, Galați megyében.

## Fekvése
Délkelet-Romániában fekvő település.

## Leírása
Cuca és környéke az újkőkorszak óta lakott hely. Területén újkőkori, késő bronzkori leletek kerültek napvilágra.
Községközpont, 3 település: Slobozia, Ventura és Cotros tartozik hozzá.
A 2002 évi népszámláláskor 2,582 lakosából 2581 román, 1 cigány volt. Ebből 2572 ortodox, a többi egyéb volt.